# Nayi
Le nayi (ou nao, terme utilisé par les Amharas) est une langue afro-asiatique de la branche des langues omotiques parlée dans le Sud-Ouest de l'Éthiopie, au Nord-Ouest de la rivière Gilo, par 12 117 Nayi.

## Classification
Le nayi est classé parmi les langues omotiques. Celles-ci sont considérées par certains linguistes comme étant une branche des langues afro-asiatiques. Une vue plus traditionnelle les considère comme le groupe occidental du couchitique.
La langue est classée par Bender (2000) dans le groupe des langues dizoïdes, avec le dizi et le sheko.

## Phonologie
Les tableaux montrent les phonèmes du nayi : les consonnes et les voyelles.

### Voyelles
|         | Antérieure    | Centrale      | Postérieure   |
| ------- | ------------- | ------------- | ------------- |
| Fermée  | i [i] ii [iː] |               | u [u] uu [uː] |
| Moyenne | e [e] ee [eː] | ä [ə]         | o [o] oo [oː] |
| Ouverte |               | a [a] aa [aː] |               |

### Consonnes
|               |               | Bilabiales | Alvéolaires | Alvéolaires | Rétrofl.  | Dorsales | Dorsales | Glottales |
| ------------- | ------------- | ---------- | ----------- | ----------- | --------- | -------- | -------- | --------- |
| Centrales     | Latérales     | Bilabiales | Palatale    | Vélaires    | Rétrofl.  |          |          | Glottales |
| Occlusives    | Sourde        | p [p]      | t [t]       |             |           |          | k [k]    | ʔ [ʔ]     |
| Occlusives    | Glottalisée   | p’ [pʼ]    | t’ [tʼ]     |             |           |          | k’ [kʼ]  |           |
| Occlusives    | Sourde        | b [b]      | d [d]       |             |           |          | g [g]    |           |
| Fricatives    | sourde        | f [f]      | s [s]       |             | ʂ [ʂ]     | š [ʃ]    |          | h [h]     |
| Fricatives    | Sonore        |            | z [z]       |             | ʐ [ʐ]     | ž [ʒ]    |          |           |
| Affriquées    | Sourde        |            | ts [t͡s]     |             | tʂ [t͡ʂ]   | č [ t͡ʃ ] |          |           |
| Affriquées    | Glottalisée   |            | ts’ [t͡sʼ]   |             | tʂ’ [t͡ʂʼ] | č’ [t͡ʃʼ] |          |           |
| Liquides      | Liquides      |            | r [r]       | l [l]       |           |          |          |           |
| Nasales       | Nasales       | m [m]      | n [n]       |             |           |          |          |           |
| Semi-voyelles | Semi-voyelles | w [w]      |             |             |           | y [j]    |          |           |

### Gémination
La gémination est phonémique en nayi.
- wäla, colombe
- wälla, aveugle

## Sources
- (en) Bender, Lionel M., Comparative Morphology of the Omotic Languages, Lincom Studies in African Linguistics 19, Munich, Lincom Europa, 2000,  (ISBN 3-89586-251-7)